# Single Collection+ Nikopachi
Albums de Māya Sakamoto
Easy Listening
(2001) Shōnen Alice
(2003)
Single Collection+ Nikopachi (シングルコレクション＋ ニコパチ) est la 2e compilation de Māya Sakamoto, sorti sous le label Victor Entertainment le 30 juillet 2003 au Japon. Une nouvelle édition est sortie le 24 mars 2010. C'est son album le plus vendu à ce jour.

## Présentation
Cet album a atteint la 3e place du classement de l'Oricon et reste classé pendant onze semaines, pour un total de 69 966 exemplaires vendus. Il est sorti le 4 avril 2006 aux États-Unis. Il sort au format CD et CD+DVD; le DVD contient 2 clips et un making-of.

## Liste des titres
Toute la musique et les arrangements ont été composés par Yōko Kanno.
| 1.  | Yoake no Octave (夜明けのオクターブ)                                                  | Hiroshi Ichikura             | 1:51 |
| 2.  | Hemisphere (ヘミソフィア)                                                             | Yuho Iwasato                 | 4:10 |
| 3.  | Daniel (ダニエル)                                                                     | troy                         | 3:50 |
| 4.  | Bike (バイク)                                                                         | Yuho Iwasato                 | 5:13 |
| 5.  | Shippo no Uta (しっぽのうた)                                                          | Hiroshi Ichikura             | 2:44 |
| 6.  | Yubiwa -23 Carat- (指輪 -23カラット-)                                                 | Yuho Iwasato                 | 3:43 |
| 7.  | Ongaku (音楽)                                                                         | Yuho Iwasato                 | 4:47 |
| 8.  | Midori no Hane (みどりのはね)                                                         | Hiroshi Ichikura             | 2:52 |
| 9.  | Shima Shima (シマシマ)                                                                | Māya Sakamoto                | 4:48 |
| 10. | Kimidori (キミドリ)                                                                   | Māya Sakamoto                | 5:04 |
| 11. | Tune the Rainbow                                                                      | Yuho Iwasato                 | 5:33 |
| 12. | Toto                                                                                  | Tim Jensen                   | 4:25 |
| 13. | Here                                                                                  | Tim Jensen                   | 5:07 |
| 14. | Vector (ベクトル)                                                                     | Tim Jensen                   | 5:16 |
| 15. | The Garden of Everything ~Denki Rocket ni Kimi wo Tsurete~ (電気ロケットに君を連れて) | Māya Sakamoto, Chris Mosdell | 6:23 |
| 16. | Gravity                                                                               | troy                         | 3:17 |

| 1. | Hashiru (走る)                |  |
| 2. | Mameshiba (マメシバ)          |  |
| 3. | Gravity (Making of Nikopachi) |  |